# Dorri El-Said
Dorri Abdel Kader El-Said (in arabo دري عبد القادر السيد‎?; Il Cairo, 31 gennaio 1927 – Al-Badraszajn, gennaio 2015) è stato un nuotatore e pallanuotista egiziano.
Ha gareggiato nei 100 metri dorso maschile e 100 metri sl maschile alle Olimpiadi di Londra 1948 e nei 100 metri sl maschile alle Olimpiadi di Helsinki 1952.
Con la pallanuoto ha partecipato alle Olimpiadi di Londra 1948, di Helsinki 1952 e Roma 1960.
Ai Giochi del Mediterraneo del 1951, ha vinto 1 bronzo nella Staffetta 4 × 200 m stile libero.